# San Marino en los Juegos Olímpicos de Vancouver 2010
San Marino estuvo representado en los Juegos Olímpicos de Vancouver 2010 por un deportista masculino que compitió en esquí alpino.
El portador de la bandera en la ceremonia de apertura fue el esquiador alpino Marino Cardelli. El equipo olímpico sanmarinense no obtuvo ninguna medalla en estos Juegos.